# Leo Brouwer (burgemeester)
Leendert (Leo) Brouwer (Moddergat, 24 januari 1924 – Dirksland, 16 februari 2003)  was een Nederlands burgemeester van de CHU en later het CDA.
Hij werd geboren als zoon van een dominee en nadat hij geslaagd was voor het eindexamen bij het Marnix Gymnasium in Rotterdam dook hij onder om te voorkomen dat hij zou worden opgepakt door de Duitse bezetters. Na de bevrijding trad hij als stafemployé in dienst bij de Nederlandsche Handel-Maatschappij waarvoor hij werkzaam was in Amsterdam, Rangoon, Hongkong, Osaka en Tokyo voor hij in 1951 terugkeerde naar Nederland en daar verder werkte bij dat bedrijf. Begin 1953 ging hij werken bij de gemeentesecretarie van Hazerswoude en in juni 1954 volgde zijn benoeming tot burgemeester van Zuid-Beijerland. In mei 1958 werd Brouwer burgemeester van Lemsterland en vanaf 1966 tot zijn vervroegde pensionering in 1985 was hij de burgemeester van Aalsmeer. Brouwer overleed begin 2003 op 79-jarige leeftijd.